# Grey DeLisle
Erin Grey Van Oosbree, känd under hennes artistnamn Grey DeLisle (uttalat De-lyle) och sen 2013 även som Grey DeLisle-Griffin, född 24 augusti 1973 i Fort Ord i Monterey County, Kalifornien, är en amerikansk skådespelare, komiker, röstskådespelare, låtskrivare och sångerska.
Hon gör bland annat den engelska rösten till Daphne i Scooby-Doo, Vicky i Fairly Odd Parents, den argsinta flickan Mandy i Grymma sagor med Billy & Mandy och Prinsessan Azula i Avatar: Legenden om Aang.

## Filmografi

### Filmer
| År   | Titel                                                          | Röstroll                                             | Noter                       |
| ---- | -------------------------------------------------------------- | ---------------------------------------------------- | --------------------------- |
| 2001 | Scooby-Doo och cyberjakten                                     | Daphne Blake                                         |                             |
| 2001 | The Flintstones: On the Rocks                                  | Betty Rubble                                         | TV-film                     |
| 2001 | Night of the Living Doo                                        | Daphne Blake                                         | TV-film                     |
| 2002 | The Powerpuff Girls Movie                                      | Linda/Woman at Zoo                                   |                             |
| 2002 | Tarzan och Jane                                                | Greenley                                             |                             |
| 2004 | Cliffords riktigt stora film                                   | Emily Elizabeth/Mrs. Caroline Howard                 |                             |
| 2004 | Scooby-Doo and the Loch Ness Monster                           | Daphne Blake/Shannon Blake                           |                             |
| 2004 | Van Helsing: The London Assignment                             | First Victim                                         |                             |
| 2005 | Aloha, Scooby-Doo!                                             | Daphne Blake/Auntie Mahina                           |                             |
| 2005 | Scooby Doo och Kleopatras förbannelse                          | Daphne Blake/Natasha                                 |                             |
| 2006 | Scooby-Doo! Pirater i Sikte!                                   | Daphne Blake                                         |                             |
| 2006 | Ultimate Avengers                                              | Wasp                                                 |                             |
| 2006 | Ultimate Avengers 2                                            | Wasp                                                 |                             |
| 2007 | Hellboy: Blood and Iron                                        | Anna/Harpy Hag #2                                    |                             |
| 2007 | TMNT                                                           | Olika röstroller                                     |                             |
| 2007 | Ta det kallt, Scooby Doo!                                      | Daphne Blake                                         |                             |
| 2008 | Bolt                                                           | Pennys mamma                                         |                             |
| 2008 | Scooby-Doo! och svart-alvernas kung                            | Daphne Blake/Cat Witch/Honeybee                      |                             |
| 2008 | Den lilla sjöjungfrun - Sagan om Ariel                         | Akvata/Arista                                        | Direkt-till-video           |
| 2008 | Wubbzy's Big Movie                                             | Wubbzy                                               |                             |
| 2008 | Dead Space: Downfall                                           | Heather/Donna Fawkes                                 |                             |
| 2009 | Transformers: De besegrades hämnd                              | Arcee/Chromia/Elita One                              |                             |
| 2009 | Scooby-Doo! & Mysteriet med samurajsvärdet                     | Daphne Blake                                         |                             |
| 2009 | Wow! Wow! Wubbzy!: Wubb Idol                                   | Wubbzy, Shimmer, Olika röstroller                    |                             |
| 2009 | Hulk Vs                                                        | Sif                                                  |                             |
| 2009 | Dante's Inferno: An Animated Epic                              | Lust Minion No. 1/Dante (9 år)                       |                             |
| 2009 | Tingeling och den förlorade skatten                            | Lyria/Viola/Berättaren                               |                             |
| 2010 | Som hund och katt - Kitty Galores hämnd                        | Security Bulldog/Catherine's Niece/Cat Spy Analyst   |                             |
| 2010 | Scooby-Doo! Abracadabra-Doo                                    | Daphne Blake                                         |                             |
| 2010 | DC Showcase: Green Arrow                                       | Black Canary/Radio Personality/Female Security Guard | Okrediterad                 |
| 2010 | Scooby-Doo! Camp Scare                                         | Daphne Blake                                         |                             |
| 2010 | Tom and Jerry Meet Sherlock Holmes                             | Red                                                  |                             |
| 2011 | Scooby-Doo! Legend of the Phantosaur                           | Daphne Blake                                         |                             |
| 2011 | Batman: Year One                                               | Barbara Gordon/Vicki Vale                            |                             |
| 2011 | Tom and Jerry and the Wizard of Oz                             | Dorothy Gale                                         |                             |
| 2012 | Justice League: Doom                                           | Queen/Lois Lane                                      |                             |
| 2012 | Scooby-Doo! Music of the Vampire                               | Daphne Blake                                         |                             |
| 2012 | Tingeling - Vingarnas hemlighet                                | Gliss                                                |                             |
| 2012 | Superman vs. The Elite                                         | Manchester Black som ung                             |                             |
| 2012 | Big Top Scooby-Doo!                                            | Daphne Blake                                         |                             |
| 2012 | The Dark Knight Returns: Part One                              | Anchorwoman Carla/Female Mutant                      |                             |
| 2012 | Tom and Jerry: Robin Hood and His Merry Mouse                  | Maid Marian                                          |                             |
| 2013 | Scooby-Doo! Mask of the Blue Falcon                            | Daphne Blake                                         |                             |
| 2013 | The Dark Knight Returns: Part Two                              | Anchorwoman Carla/Sarah Essen Gordon                 |                             |
| 2013 | Scooby-Doo! Stage Fright                                       | Daphne Blake/Amy                                     |                             |
| 2013 | Justice League: The Flashpoint Paradox                         | Nora Allen/Barry Allen som ung/Martha Wayne          |                             |
| 2013 | Scooby Doo and the Spooky Scarecrow                            | Daphne Blake                                         |                             |
| 2013 | Scooby Doo! Mecha Mutt Menace                                  | Daphne Blake                                         |                             |
| 2013 | Tom and Jerry's Giant Adventure                                | Mrs. Bradley and Red Fairy                           |                             |
| 2014 | JLA Adventures: Trapped in Time                                | Wonder Woman/Superbaby                               |                             |
| 2014 | Tingeling och piratfen                                         | MC Fairy / Gliss                                     |                             |
| 2014 | Scooby-Doo! WrestleMania Mystery                               | Daphne Blake                                         |                             |
| 2014 | Bayonetta: Bloody Fate                                         | Jeanne                                               | Engelsk dubbning            |
| 2014 | Manolos magiska resa                                           | Grandma                                              | Krediterad som Grey Griffin |
| 2014 | Scooby-Doo! Frankencreepy                                      | Daphne Blake                                         |                             |
| 2015 | Scooby-Doo! Moon Monster Madness                               | Daphne Blake                                         |                             |
| 2015 | Lego DC Comics Super Heroes: Justice League vs. Bizarro League | Wonder Woman/Bizarra                                 |                             |

### TV
| År        | Titel                                        | Röstroll                                                                                             | Noter                                                  |
| --------- | -------------------------------------------- | --- | ------------------------------------------------------ |
| 1993–1998 | Animaniacs                                   | Olika röstroller                                                                                     |                                                        |
| 1996–1998 | Rugrats                                      | Todd McNulty/Olika röstroller (Säsong 4-5)                                                           |                                                        |
| 1995–2000 | Timon och Pumbaa                             | Leslie Lambeau/Olika röstroller                                                                      |                                                        |
| 1995–1998 | Pinky och Hjärnan                            | Olika röstroller                                                                                     |                                                        |
| 1997–1999 | Ko och Kyckling                              | Olika röstroller                                                                                     |                                                        |
| 1997–2004 | Johnny Bravo                                 | Olika röstroller                                                                                     |                                                        |
| 1998–2000 | Oh Yeah! Cartoons                            | Vicky/Olika röstroller                                                                               |                                                        |
| 1998–2001 | Histeria!                                    | Bow-Haired Girl/Olika röstroller                                                                     |                                                        |
| 1998–2005 | Powerpuffpinglorna                           | Femme Fatale/Bank Manager/Olika röstroller                                                           |                                                        |
| 1998–2006 | That '70s Show                               | Ms. Kaminsky                                                                                         | Live action                                            |
| 1999      | The Wild Thornberrys                         | Gazelle #2                                                                                           | "Stick Your Neck Out"                                  |
| 1999–2001 | Detention                                    | Olika röstroller                                                                                     |                                                        |
| 1999–2002 | Batman Beyond                                | Olika röstroller                                                                                     |                                                        |
| 1999–2002 | The New Woody Woodpecker Show                | Olika röstroller                                                                                     |                                                        |
| 2000–2001 | Baby Felix & Friends                         | Baby Felix                                                                                           |                                                        |
| 2000–2003 | Gingers dagbok                               | Brandon Higsby                                                                                       |                                                        |
| 2000–2003 | Clifford, den stora röda hunden              | Emily Elizabeth Howard/Caroline Howard/Ms. Carrington                                                |                                                        |
| 2000–2003 | Poochini's Yard                              | Olika röstroller                                                                                     |                                                        |
| 2000–2003 | Whatever Happened to... Robot Jones?         | Shannon/Mom Unit/Olika röstroller                                                                    |                                                        |
| 2000–2005 | The Weekenders                               | Lor McQuarrie/Helen/Olika röstroller                                                                 |                                                        |
| 2000–2007 | Harvey Birdman, Attorney at Law              | Olika röstroller                                                                                     |                                                        |
| 2001–2002 | The Zeta Project                             | Andrea Donoso/Olika röstroller                                                                       |                                                        |
| 2001–2003 | Hos Musse                                    | Roxanne                                                                                              |                                                        |
| 2001–2003 | Tidspatrullen                                | Joan of Arc/Lizzie Borden/Marie Curie                                                                |                                                        |
| 2001–2003 | Legenden om Tarzan                           | Greenly                                                                                              |                                                        |
| 2001–2003 | The Mummy: The Animated Series               | Evy O'Connell                                                                                        |                                                        |
| 2001–2004 | Samurai Jack                                 | Olika röstroller                                                                                     |                                                        |
| 2001–2008 | Grim & Evil / Grymma sagor med Billy & Mandy | Mandy/Milkshakes/Aunt Sis                                                                            |                                                        |
| 2001–2004 | Totally Spies                                | Olika röstroller                                                                                     |                                                        |
| 2001–idag | Fairly Odd Parents                           | Vicky/Tootie/Veronica/Olika röstroller                                                               |                                                        |
| 2002–2004 | Teamo Supremo                                | Polly Pixel/Electronica                                                                              |                                                        |
| 2002-2004 | Fillmore!                                    | Mrs. Waverly/Mrs. Lawson/Nick's Mom                                                                  |                                                        |
| 2002–2005 | Mucha Lucha                                  | Dragonfly/Futbol Loco                                                                                |                                                        |
| 2002–2006 | What's New, Scooby-Doo?                      | Daphne Blake/Loreli Leland/Verona Dempsey/Sugar                                                      |                                                        |
| 2002–2007 | Kim Possible                                 | Hana Stoppable/Olika röstroller                                                                      |                                                        |
| 2002–2008 | Kodnamn Grannungarna                         | Lizzie Devine/Gramma Stuffum/Crazy Old Cat Lady                                                      |                                                        |
| 2003–2004 | Evil Con Carne                               | Major Doctor Ghastly/Olika röstroller                                                                |                                                        |
| 2003–2005 | Duck Dodgers                                 | Catapoid/Boodikka/Computer/Olika röstroller                                                          |                                                        |
| 2003–2005 | Star Wars: Clone Wars                        | Padmé Amidala/Asajj Ventress/Adi Gallia/Shaak Ti/Olika röstroller                                    |                                                        |
| 2003–2006 | Clifford's Puppy Days                        | Emily Elizabeth Howard                                                                               |                                                        |
| 2003–2006 | Xiaolin Showdown                             | Kimiko Tohomiko/Dyris                                                                                |                                                        |
| 2003–2006 | Lilo & Stitch                                | Olika röstroller (och tonårsversionen av Mertle Edmonds)                                             |                                                        |
| 2003–2009 | Mitt liv som tonårsrobot                     | Letta/Lenny/Exo-Skin/Olika röstroller                                                                |                                                        |
| 2003–2008 | All Grown Up!                                | Olika röstroller                                                                                     |                                                        |
| 2004      | Jimmy Neutron                                | Sagebrush Sally                                                                                      | "Foul Bull"                                            |
| 2004–2005 | Megas XLR                                    | Olika röstroller                                                                                     |                                                        |
| 2004–2006 | Justice League Unlimited                     | Shifter and Downpour                                                                                 |                                                        |
| 2004–2006 | W.I.T.C.H.                                   | Miranda                                                                                              | Engelsk dubbning                                       |
| 2004–2007 | Danne Fantom                                 | Samantha "Sam" Manson/Olika röstroller                                                               |                                                        |
| 2004–2007 | Hi Hi Puffy AmiYumi                          | Yumi Yoshimura/Jang Keng                                                                             |                                                        |
| 2004–2008 | The Batman                                   | Amber/Vulture/Amanda Grayson                                                                         |                                                        |
| 2004–2009 | Fosters hem för påhittade vänner             | Frances "Frankie" Foster/Duchess/Mac's Teacher/Goo Goo Gaga/Olika röstroller                         |                                                        |
| 2004–2008 | Groovy Girls                                 | Yvette/Kenna/Olika röstroller                                                                        |                                                        |
| 2005      | Rugrats Pre-School Daze                      | Dulce                                                                                                |                                                        |
| 2005–2007 | Loonatics Unleashed                          | Apocazons                                                                                            |                                                        |
| 2005–2008 | Min klasskompis är en apa                    | Lupe Toucan/Ingrid Giraffe/Nurse Gazelle/Mrs. Warthog/Olika röstroller                               |                                                        |
| 2005–2008 | Firehouse Tales                              | Olika röstroller                                                                                     |                                                        |
| 2005      | American Dad!                                | Akiko Yoshida                                                                                        |                                                        |
| 2005–2006 | Danger Rangers                               | Kitty                                                                                                |                                                        |
| 2005–2008 | Avatar: Legenden om Aang                     | Azula/Olika röstroller                                                                               |                                                        |
| 2006–2008 | Ben 10                                       | Heatblast (Gwens version)/Xylene/Camille/Camilles mamma                                              |                                                        |
| 2006–2008 | Kejsarens nya skola                          | Moxie/Yasmin (Yzma som tonåring)/Olika röstroller                                                    |                                                        |
| 2006–2008 | Shaggy & Scooby-Doo Get a Clue!              | Daphne Blake                                                                                         |                                                        |
| 2006–2009 | Ersättarna                                   | Riley Daring/Buzz Winters/Lady Lady                                                                  |                                                        |
| 2006–2010 | Wow! Wow! Wubbzy!                            | Wubbzy/Buggy/Madame Zabinga/"Kooky" Kid                                                              |                                                        |
| 2006–idag | Nicke Nyfiken                                | Betsy                                                                                                |                                                        |
| 2007      | Afro Samurai                                 | Oyuki                                                                                                | Engelsk dubbning                                       |
| 2007      | Billy & Mandy's Big Boogey Adventure         | Mandy/Milkshakes                                                                                     | TV-film                                                |
| 2007      | Saul of the Molemen                          | Mother Rock/Olika röstroller                                                                         |                                                        |
| 2007      | Billy and Mandy: Wrath of the Spider Queen   | Mandy/Milkshakes                                                                                     | TV-film                                                |
| 2007-2011 | The Path of Atticus                          | Atalanta                                                                                             |                                                        |
| 2007–2008 | El Tigre: The Adventures of Manny Rivera     | Frida Suárez                                                                                         |                                                        |
| 2007–2010 | Chowder                                      | Senorita Mesquite/Adult Panini                                                                       |                                                        |
| 2007–2011 | Bondgården                                   | Bronco Betsey/Juanita/Hanna the Hen                                                                  |                                                        |
| 2008–2009 | The Spectacular Spider-Man                   | Betty Brant/Sally Avril/Erin/Stephanie Briggs                                                        |                                                        |
| 2008–2009 | Wolverine and the X-Men                      | Psylocke/Spiral/Network                                                                              |                                                        |
| 2008–2011 | Batman: Den tappre och modige                | Fire/Black Canary/Bat-Manga Robin/Daphne Blake                                                       |                                                        |
| 2008–2011 | The Mighty B!                                | Olika röstroller                                                                                     |                                                        |
| 2008–2013 | Händige Manny                                | Flicker/Lily                                                                                         |                                                        |
| 2008–idag | WordGirl                                     | Beatrice Bixby/Lady Redundant Woman/Ms. Question/Ms. Ripley                                          |                                                        |
| 2009      | G.I. Joe: Resolute                           | Olika röstroller                                                                                     |                                                        |
| 2009      | Pilar The Black Bandita                      | Yumi Kaburagi/Marco Del Santo/El Fantasma                                                            |                                                        |
| 2009–idag | Pingvinerna från Madagaskar                  | Olika röstroller                                                                                     |                                                        |
| 2009–2011 | The Super Hero Squad Show                    | Ms. Marvel/Enchantress                                                                               |                                                        |
| 2010      | Firebreather                                 | Ms. Dreakford                                                                                        | TV-film                                                |
| 2010–2012 | Kick Buttowski                               | Brianna Buttowski/Olika röstroller                                                                   |                                                        |
| 2010–2013 | Generator Rex                                | Dr. Rebecca Holiday/ZAG-RS                                                                           |                                                        |
| 2010–2013 | Scooby-Doo! Mystery Incorporated             | Daphne Blake/Paula Rogers/Greta Gator/Olika röstroller                                               |                                                        |
| 2010–2013 | Mad                                          | Olika röstroller                                                                                     |                                                        |
| 2010–2014 | På kroken                                    | Baby Unicorn                                                                                         |                                                        |
| 2010–idag | T.U.F.F. Puppy                               | Agent Kitty Katswell/Olika röstroller                                                                |                                                        |
| 2010–2011 | Zevo-3                                       | Cotilla/Cara/Florence/Olika röstroller                                                               |                                                        |
| 2010-2012 | Young Justice                                | Dreamer/Whisper A'Daire                                                                              |                                                        |
| 2011      | The Garfield Show                            | Jack/Olika röstroller                                                                                |                                                        |
| 2011–2013 | Dan Vs.                                      | Hortence/Olika röstroller                                                                            |                                                        |
| 2011–2013 | The Looney Tunes Show                        | Petunia Pig/Lola's mom/Miss Prissy/Olika röstroller                                                  |                                                        |
| 2011–idag | Äventyrsdags                                 | Breakfast Princess/Ice Queen/Peanut Princess/Achillea och Amazonias spöke                            |                                                        |
| 2011-idag | Winx Club                                    | Headmistress Griffin/Olika röstroller (Nickelodeon-versionen), Queen Marion, Queen Nebula (Säsong 6) | Engelsk dubbning                                       |
| 2011–2013 | The Problem Solverz                          | Candace/Luka (Candace's mom)                                                                         |                                                        |
| 2011-2013 | Gröna lyktan                                 | Aya/Bleez/Queen Aga'po                                                                               |                                                        |
| 2012      | Super Best Friends Forever                   | Wonder Girl                                                                                          |                                                        |
| 2012      | The Avengers: världens mäktigaste hjältar    | Betty Brant                                                                                          |                                                        |
| 2012      | Phineas & Ferb                               | Olika röstroller                                                                                     |                                                        |
| 2012      | Pound Puppies                                | Olika röstroller                                                                                     |                                                        |
| 2012–idag | Kaijudo                                      | Janet Pierce-Okamoto/Master Nadia Lobachevsky/Alakshmi Verma/Olika röstroller                        |                                                        |
| 2012–idag | Gravity Falls                                | Olika röstroller                                                                                     |                                                        |
| 2012–idag | Danny Cunningham – skolans ninja             | Flute Girl                                                                                           |                                                        |
| 2012–idag | Doktor McStuffins                            | Lula/Gracie/Curly Q                                                                                  | Krediterad som Grey Griffin for Curly Q                |
| 2013      | Brickleberry                                 | Chastity/Astral/Grandmama                                                                            |                                                        |
| 2013      | My Little Pony: The Incredible Derp          | Derpy Hooves                                                                                         | Webbepisod (Fan-gjord)                                 |
| 2013–2014 | Beware the Batman                            | Magpie                                                                                               |                                                        |
| 2013–idag | The Legend of Korra                          | Ming Hua/The Dark Spirit/Young Lin Beifong/Olika röstroller                                          | Krediterad som Grey DeLisle-Griffin eller Grey Griffin |
| 2013–idag | Farbror Farfar                               | Melvin's Babysitter/Mrs. Dumpty/Olika röstroller/Little Judy Jones (pilot)                           | Krediterad som Grey DeLisle-Griffin                    |
| 2013–idag | Sanjay and Craig                             | Darlene Patel/Sandy/Scabs/Hector's Grandma                                                           |                                                        |
| 2013–idag | Henry Hugglemonster                          | Estelle Enormomonster/Nan-Oh/Gertie Growlerstein/Meggy/Roberto                                       | Krediterad som Grey DeLisle-Griffin                    |
| 2013–idag | Wander i galaxen                             | Olika röstroller                                                                                     |                                                        |
| 2013–idag | Turbo FAST                                   | Burn                                                                                                 | Krediterad som Grey DeLisle-Griffin                    |
| 2014      | Regular Show                                 | Mona                                                                                                 |                                                        |
| 2014      | Nickelodeon Kids Choice Awards 2014          | Announcer                                                                                            |                                                        |
| 2014      | The Boondocks                                | Elderly Woman/Beautiful White Woman/Kardashia Kardashian/Mother María/Siri                           | Krediterad som Grey DeLisle-Griffin                    |
| 2014      | Fifi: Cat Therapist                          | Jenny                                                                                                | Krediterad som Grey Griffin (Webbserie)                |
| 2014-idag | The Tom and Jerry Show                       | Ginger                                                                                               | Krediterad som Grey DeLisle-Griffin                    |
| 2014      | Lego Batman: Be-Leaguered                    | Wonder Woman, Lois Lane                                                                              | Krediterad som Grey Griffin                            |

### Datorspel
| År   | Titel                                                    | Röstroll                                                          | Noter                       |
| ---- | -------------------------------------------------------- | ----------------------------------------------------------------- | --------------------------- |
| 1994 | Storybook Weaver                                         | Girl/Squirrel/Tour Guide/Mr. Bird (chirping)                      |                             |
| 1998 | Baldur's Gate                                            | Brielbar/Nereid/Skie Silvershield/Viconia De Vir                  |                             |
| 1998 | JumpStart: Preschool                                     | Kitty                                                             |                             |
| 1999 | Star Wars Episode I: The Phantom Menace                  | Queen Amidala/Padme Naberrie/Gungan Child                         | Krediterad som Grey Delisle |
| 1999 | JumpStart Phonics                                        | Kisha Koala                                                       |                             |
| 1999 | Indiana Jones and the Infernal Machine                   | Nubian Boy at Mine                                                |                             |
| 2000 | JumpStart Toddlers (2000-versionen)                      | DeeDee Duck/Olika röstroller                                      |                             |
| 2000 | JumpStart Baby (2000 version)                            | Teddy                                                             |                             |
| 2000 | Baldur's Gate II: Shadows of Amn                         | Nalia de'Arnise, Viconia De Vir, Olika röstroller                 |                             |
| 2000 | Star Wars: Force Commander                               | Leia Organa/Hover Transport Driver/Ruulian Terrorist              |                             |
| 2000 | Invictus: In the Shadow of Olympus                       |                                                                   | Krediterad som Grey Delisle |
| 2000 | Star Wars Episode I: Jedi Power Battles                  | Queen Amidala                                                     |                             |
| 2000 | JumpStart Artist                                         | Kisha Koala                                                       |                             |
| 2000 | Dark Reign 2                                             | Thara                                                             |                             |
| 2000 | Escape from Monkey Island                                | Yangja the Pirate Student/Yoshen the LUA Bar Patron               |                             |
| 2000 | Sacrifice                                                |                                                                   | Credited as Grey Delisle    |
| 2000 | Giants: Citizen Kabuto                                   | Olika röstroller                                                  |                             |
| 2000 | Star Wars: Demolition                                    | Jabba the Hutt's Announcer/Ghia/Tia                               |                             |
| 2000 | Star Trek: Starfleet Command: Volume II: Empires at War  |                                                                   |                             |
| 2001 | Star Wars: Galactic Battlegrounds                        | Olika röstroller                                                  |                             |
| 2001 | Star Wars: Obi-Wan                                       | Asha/Train Station Announcer/Female Citizen                       |                             |
| 2001 | Star Wars: Starfighter                                   | Bravo 8/Rescue 2                                                  |                             |
| 2001 | Fallout Tactics: Brotherhood of Steel                    |                                                                   |                             |
| 2001 | Star Wars: Super Bombad Racing                           | Queen Amidala                                                     |                             |
| 2001 | Baldur's Gate II: Throne of Bhaal                        | Nalia de'Arnise, Viconia De Vir, Olika röstroller                 |                             |
| 2001 | Scooby-Doo and the Cyber Chase                           | Daphne Blake                                                      |                             |
| 2001 | Star Wars Rogue Squadron II: Rogue Leader                | Karie Neth                                                        |                             |
| 2002 | Barbie Sparkling Ice Show                                | Teresa/Christie                                                   |                             |
| 2002 | Star Wars: Jedi Starfighter                              | Loreli Ro/Revenant Pilot 2/Wingmate 2                             |                             |
| 2002 | Scooby-Doo! Night of 100 Frights                         | Daphne Blake/Holly Graham                                         |                             |
| 2002 | Neverwinter Nights                                       | Sharwyn/Olika röstroller                                          |                             |
| 2002 | Run Like Hell                                            | Amanda                                                            |                             |
| 2002 | Star Wars: Bounty Hunter                                 | Female Civilian No. 2/Montross' computer                          |                             |
| 2003 | Final Fantasy X-2                                        | Pukutak                                                           | Engelsk dubbning            |
| 2003 | Arc the Lad: Twilight of the Spirits                     | Lilia                                                             |                             |
| 2003 | Star Wars: Knights of the Old Republic                   | Sarna                                                             |                             |
| 2003 | Star Wars Jedi Knight: Jedi Academy                      | Alora/Jedi Female                                                 |                             |
| 2003 | Hunter: The Reckoning Wayward                            | Kassandra/Emma                                                    |                             |
| 2003 | Lionheart: Legacy of the Crusader                        |                                                                   |                             |
| 2003 | Hunter: The Reckoning Redeemer                           | Kassandra Cheyung                                                 |                             |
| 2003 | True Crime: Streets of LA                                | Jill/Lola/Olika röstroller                                        |                             |
| 2003 | The Hobbit                                               | Olika röstroller                                                  |                             |
| 2004 | Storybook Weaver Deluxe                                  | Girl/Squirrel/Tour Guide/Mr. Bird (chirping)                      |                             |
| 2004 | Fairly Odd Parents: Breakin' da Rules                    | Vicky                                                             |                             |
| 2004 | Fallout: Brotherhood of Steel                            | Wasteland Doctor/Vault Elder's Daughter/Nadia                     |                             |
| 2004 | Scooby-Doo! Mystery Mayhem                               | Olika röstroller                                                  |                             |
| 2004 | Doom 3                                                   | Datorröst/Theresa Chazar                                          |                             |
| 2004 | Vampire: The Masquerade – Bloodlines                     | Jeanette/Therese/Tourette                                         |                             |
| 2004 | Star Wars: Knights of the Old Republic II The Sith Lords | Handmaiden (Brianna)                                              |                             |
| 2005 | Robots                                                   | Cappy/Olika röstroller                                            |                             |
| 2005 | Doom 3: Resurrection of Evil                             | Datorröst/Olika röstroller                                        |                             |
| 2005 | Fantastic Four                                           | Classic Invisible Woman/Olika röstroller                          |                             |
| 2005 | X-Men Legends II: Rise of Apocalypse                     | Mystique                                                          |                             |
| 2005 | Scooby-Doo! Unmasked                                     | Daphne Blake/Marcy                                                |                             |
| 2006 | Ice Age 2: The Meltdown                                  | Moeritherium No. 2/Vulture mother                                 |                             |
| 2006 | X-Men: The Official Game                                 | Young Jason Stryker/Olika röstroller                              |                             |
| 2006 | Nicktoons: Battle for Volcano Island                     | Samantha "Sam" Manson                                             |                             |
| 2006 | Avatar: The Last Airbender                               | Azula                                                             |                             |
| 2006 | The Grim Adventures of Billy & Mandy                     | Mandy                                                             |                             |
| 2006 | Just Cause                                               | Maria Kane/Newscaster                                             |                             |
| 2006 | Happy Feet                                               | Miss Viola/Mrs. Astrakhan/Young Penguin No. 2/Adult Penguin No. 3 |                             |
| 2006 | Xiaolin Showdown                                         | Kimiko                                                            |                             |
| 2007 | Tomb Raider: Anniversary                                 | Jacqueline Natla                                                  |                             |
| 2007 | Crash of the Titans                                      | Olika röstroller                                                  |                             |
| 2007 | Avatar: The Last Airbender – The Burning Earth           | Azula                                                             |                             |
| 2007 | Mass Effect                                              | Lieutenant Marie Durand/Nassana Dantius/Olika röstroller          |                             |
| 2008 | Ninja Gaiden II                                          | Elizébet                                                          | Engelsk dubbning            |
| 2008 | Lego Batman: The Videogame                               | Harley Quinn                                                      |                             |
| 2008 | Avatar: The Last Airbender – Into the Inferno            | Azula                                                             |                             |
| 2008 | Star Wars: The Clone Wars – Lightsaber Duels             | Yansu Grjak/Ros Lai                                               |                             |
| 2008 | Tomb Raider: Underworld                                  | Jacqueline Natla                                                  |                             |
| 2008 | Valkyria Chronicles                                      | Nadine/Lynn/Juno Coren/Aika Thompson/Elysse Moore                 |                             |
| 2009 | G.I. Joe: The Rise of Cobra                              | Baroness                                                          |                             |
| 2009 | Ninja Gaiden Sigma 2                                     | Elizébet                                                          | Engelsk dubbning            |
| 2009 | Marvel Super Hero Squad                                  | Ms. Marvel/Kvinnlig datorröst                                     |                             |
| 2010 | Bayonetta                                                | Jeanne                                                            |                             |
| 2010 | StarCraft II: Wings of Liberty                           | Nova/Banshee/Olika röstroller                                     |                             |
| 2010 | Mass Effect 2                                            | Nassana Dantius/Olika röstroller                                  |                             |
| 2010 | Dragon Age: Origins – Awakening                          | Velanna                                                           |                             |
| 2010 | Metal Gear Solid: Peace Walker                           | Amanda Valenciano Libre                                           | Engelsk dubbning            |
| 2010 | Alpha Protocol                                           | Uli Booi                                                          | Scenes cut                  |
| 2010 | Clash of the Titans                                      | Io/Berättaren/Deino/Medusa                                        |                             |
| 2011 | Knights Contract                                         | Verderinde/Holda                                                  |                             |
| 2011 | Batman: Arkham City                                      | Catwoman, Vicki Vale                                              |                             |
| 2011 | Cartoon Network: Punch Time Explosion                    | Mandy/Mac/Blossom                                                 | Nintendo 3DS-versionen      |
| 2011 | Phineas and Ferb the Movie: Across the 2nd Dimension     | Olika röstroller                                                  |                             |
| 2011 | Green Lantern: Rise of the Manhunters                    | Hal Jordan's Ring                                                 |                             |
| 2011 | Star Wars: The Old Republic                              | Bounty Hunter Female                                              | [ 5 ]                       |
| 2012 | The High Fructose Adventures of Annoying Orange          | Olika röstroller                                                  |                             |
| 2012 | Mass Effect 3                                            | Kahlee Sanders/Dalatrass Linron                                   |                             |
| 2012 | Diablo III                                               | Female Wizard                                                     |                             |
| 2012 | PlayStation All-Stars Battle Royale                      | Carmelita Fox/Hannah                                              |                             |
| 2012 | World of Warcraft: Mists of Pandaria                     | High Inquisitor Whitemane, Taoshi, Olika röstroller               |                             |
| 2013 | Injustice: Gods Among Us                                 | Catwoman                                                          |                             |
| 2013 | The Cave                                                 | Datorröst/Princess/Monster Hunter                                 |                             |
| 2013 | Sly Cooper: Thieves in Time                              | Carmelita Fox                                                     |                             |
| 2013 | Starcraft II: Heart of the Swarm                         | Nova/Banshee/Olika röstroller                                     |                             |
| 2013 | Far Cry 3: Blood Dragon                                  | Dr. Elizabeth Darling                                             |                             |
| 2013 | Batman: Arkham Origins                                   | Vicki Vale                                                        |                             |
| 2013 | Batman: Arkham Origins Blackgate                         | Catwoman                                                          |                             |
| 2013 | Skylanders: Swap Force                                   | Smolderdash, Mesmeralda                                           |                             |
| 2013 | Infinite Crisis                                          | Catwoman                                                          |                             |
| 2013 | Lightning Returns: Final Fantasy XIII                    | Olika röstroller                                                  |                             |
| 2014 | Broken Age                                               | Levina                                                            |                             |
| 2014 | Destiny                                                  | Guardian: Awoken Female                                           | Krediterad som Grey Griffin |
| 2014 | Skylanders: Trap Team                                    | Smolderdash                                                       | [ 10 ]                      |
| 2014 | Bayonetta 2                                              | Jeanne, Newscaster, Olika röstroller                              |                             |
| 2014 | Heroes of the Storm                                      | Nova                                                              | Credited as Grey Griffin    |
| 2014 | Lego Batman 3: Beyond Gotham                             | Catwoman, Harley Quinn                                            |                             |

## Diskografi
- 2000 – The Small Time
- 2002 – Homewrecker
- 2003 – Bootlegger, Vol. 1
- 2004 – The Graceful Ghost
- 2005 – Iron Flowers
- 2005 – Loggerheads soundtrack
- 2006 – "Willie We Have Missed You", sång på Beautiful Dreamer: The Songs of Stephen Foster (Grammy-vinnande album)
- 2007 – Anchored in Love: A Tribute to June Carter Cash